# Pärnu stad
Pärnu stad (estniska: Pärnu linn) är en kommun i Estland. Den ligger i landskapet Pärnumaa, i den sydvästra delen av landet, 120 km söder om huvudstaden Tallinn. Centralort är Pärnu. 
Stadskommunen Pärnu omfattade från början endast staden Pärnu. I samband med 2017 års kommunreform införlivades de tidigare landskommunerna Tõstamaa, Audru och Paikuse i Pärnu stad. 
Inlandsklimat råder i trakten. Årsmedeltemperaturen i trakten är 6,8 °C. Den varmaste månaden är juli, då medeltemperaturen är 18,3 °C, och den kallaste är februari, med −3,7 °C.